# 1444 Pannonia
Pannonia (asteróide 1444) é um asteróide da cintura principal com um diâmetro de 29,2 quilómetros, a 2,7097544 UA. Possui uma excentricidade de 0,1403469 e um período orbital de 2 044,13 dias (5,6 anos).
Pannonia tem uma velocidade orbital média de 16,77603784 km/s e uma inclinação de 17,75318º.
Esse asteróide foi descoberto em 6 de Janeiro de 1938 por György Kulin.